# Uzovo
Uzovo (cyr. Узово) – wieś w Serbii, w okręgu pczyńskim, w gminie Bujanovac. W 2002 roku liczyła 10 mieszkańców.